# 周守仁
周守仁樞機（英語：Stephen Chow Sau-Yan；1959年8月7日—；聖名：斯德望），是現任天主教香港教區主教、宗座宗教交談部成員、司鐸級樞機及耶穌會會士。曾任耶穌會中華省省會長、香港華仁書院及九龍華仁書院校監。

## 生平

### 早年生活
周守仁於1959年8月7日在香港出生，同年受洗加入天主教，就讀玫瑰崗學校（小學部、1966年小一至1971年小五）、番禺會所華仁小學（1971年至1972年小六）及香港華仁書院（1977年中五），中三時已經立志成為神父，其後到美國明尼苏达大学取得心理/哲學學士學位、教育心理學碩士學位。
於1984年，在愛爾蘭加入耶穌會。後來，他在愛爾蘭耶穌會米爾敦神哲學院攻讀哲學碩士。1988年回港到九龍華仁書院實習，再在聖神修院神哲學院研讀神學學士。

### 晉鐸
1993年，周守仁在香港領受執事聖職後，再度赴美國於芝加哥羅耀拉大學取得組織發展學碩士。其間，於1994年7月16日，周守仁回香港從胡振中樞機手中領受鐸職。1995年，獲得芝加哥羅耀拉大學的組織發展學碩士後，返回香港在兩所華仁書院任教和擔任校牧。2000年，周守仁前往美國哈佛大學，並於2006年獲得教育學博士。
在2007年，周守仁神父接任香港華仁書院校監一職，翌年兼任九龍華仁書院校監。2018年1月1日起擔任耶穌會中華省會長。

### 晉牧
2021年5月17日，周守仁在61歲時獲時任教宗方濟各任命為香港教區第九任正權主教。同年12月4日，在香港聖母無原罪主教座堂接受香港教區宗座署理湯漢樞機、香港教區榮休主教陳日君樞機及香港教區輔理主教夏志誠主教祝聖，晉牧就任。祝聖禮分別由駐港宗座代表何明哲蒙席及香港教區秘書長李亮神父宣讀中英文宗座任命狀。本身是天主教徒的香港行政長官林鄭月娥和其他幾位天主教徒政府局長也有出席周主教的祝聖禮。

### 任內
2023年4月17日，周守仁應天主教北京教區主教（兼中國天主教愛國會主席）李山主教的邀請，率團訪京五天，是香港回歸以來首位在任期內以教區主教的身份到訪北京教區的主教。
2023年7月7日，教廷公佈周守仁獲教宗方濟各任命為第十六屆世界主教代表會議常務會議成員。

### 擢升樞機
2023年7月9日，教宗方濟各宣布擢升周守仁為樞機，成為香港第二位土生土長、香港第四位以及全球第十一位華人樞機；並於同年9月30日在梵蒂岡舉行的樞密會議上宣誓就職。在擢升樞機後，教宗方濟各即於10月4日進一步任命周守仁為宗座宗教交談部成員。
2025年教宗方濟各逝世後，由於當時香港其餘兩位仍然在世的樞機陳日君與湯漢皆已年逾80，周守仁遂成為當年舉行的教宗選舉之中唯一有權投票的香港樞機。

## 牧徽
周守仁的牧徽有代表聖神的鴿子，心胸廣濶而具視野的長頸鹿，促進相遇且具香港特色的青馬大橋，以及多元而合一的中心標誌。由於周守仁是耶穌會會士，他在牧徽上選用了耶穌會的符號及其格言「愈顯主榮」。

## 言論

周守仁樞機牧徽

2020年開學期將至時，周守仁聯同九龍及香港華仁書院兩校校長向家長發信，強調學校並非政治組織，也不是進行政治動員的平台，在校內進行罷課、政治宣傳等政治活動均不恰當。但他亦指若有華仁學生以學校名義，或穿校服在校園內外進行政治活動，校方會一如既往以聆聽、對話、指導或其他教育方法跟進。
2021年5月18日，周守仁會見傳媒時表示，對出任教區主教感到榮幸，他又指教區有很長歷史，主教擔當承傳角色，任重道遠。
对于有记者問到是否會參與6月4日集會，周守仁指會視乎情況是否合法，自己不會做不合法的事，亦不鼓勵任何人做犯法行為。
2021年12月4日在晉牧儀式後，周守仁主教表示自己經過一番掙扎才決定接任主教，強調教會若缺乏年輕人會是一個沒有將來的教會，寄語社會給予空間聆聽年輕人的意見。而在見記者時，被問及會否為六四事件發聲，周主教強調六四事件是傷痛的經歷，不希望再發生，又認為教會仍有空間舉行六四彌撒祈禱，表示：「在教會內為亡者祈禱一直都有，我們也可繼續為修和祈禱，為一份共融祈禱，這些是絕對可以。」